# Мейшен, Прасковья Николаевна
Прасковья Николаевна Мейшен, урожд. Максимова (ок. 1845—1921, Щелыково), — подруга Н. А. Некрасова, считавшаяся его невестой.

## Биография
Дочь рядового. Недолгое время была замужем за губернским механиком В. И. Мейшеном. Овдовела в конце марта — начале апреля 1867 г. По сведениям из дневника В. М. Лазаревского, содержащего записи разговоров с Некрасовым, Мейшен «взял ее из публичного дома в Риге и женился». Была знакома с А. Н. Островским и близко дружила с М. Н. Островской. Возможно, через Островского и познакомилась с Некрасовым.
Знакомство состоялось в начале июля 1867 г. в Ярославле, где Некрасов проводил лето с начала июля по начало сентября, по возвращении его из-за границы, куда он проводил Селину Лефрен-Потчер. В 1868 г. Мейшен вместе с Некрасовым приехала из Ярославля в Петербург и «жила у него, а потом на квартире». В начале марта 1869 г. Некрасов разорвал с ней близкие отношения, с чем и был связан ее переезд на другую квартиру. В Петербурге она приезжала по материальным делам в к. 1869—1870 г.
Вернувшись в Ярославль, Мейшен жила в собственном доме, который при помощи Некрасова перестроила в 1870—1872 гг. Он советовал «продать дом и жить процентами с малого капитала, который выручится за дом», но Мейшен, по-видимому, периодически сдавала дом внаем.
После разрыва с поэтом Мейшен дважды была замужем. Во втором замужестве она носила фамилию Волкова, в третьем — Вишнякова.
Время от времени Мейшен жила у Островских. В 1904 или 1905 г. по приглашению М. Н. Островской она окончательно переехала из ярославского дома в Щелыково, где жила в доме садовника и «ведала всем цветочным и огородным хозяйством»].

## Внешность, характер и манеры в отзывах современников
По описаниям единокровной сестры поэта Е. А. Ивановой (Фохт-Рюмлинг), Мейшен была «красавица»: миниатюрная брюнетка с большими черными глазами. По-видимому, она соответствовала типу, нравившемуся Некрасову: схожей внешностью обладала А. Я. Панаева; ср. также с описаниями женской красоты в его стихотворениях «Тройка», «Дешевая покупка», романе «Три страны света» (образ Полиньки).
По общему мнению, Прасковья Николаевна была
«…очень малообразованная, а еще менее интеллигентная, и я никогда не видела, чтобы она что-либо читала и вообще интересовалась чем-либо, относящимся к литературе или общественным вопросам», ее наружность «была невыигрышна при безвкусных костюмах»; она обыкновенно «время проводила <…> в чаепитии с вареньем, медом, пастилой и т. д. Этими яствами уставлено было целое окно».
«Симпатичная женщина, только, кажется, уж больно простоватая: скоро ему надоест», как отозвался о ней М. Е. Салтыков.
Добродушная и «симпатичная», Мейшен, однако, навязчиво просила помощи в устроении своих дел и проявляла капризность, легкомыслие, «неотзывчивость» к ближним и тщеславие.

## Отношения с Н. А. Некрасовым
В воспоминаниях Е. И. Ивановой (Фохт-Рюмлинг) обозначена разница между сердечными привязанностями поэта к женщинам, которых она лично знала: «Я не включаю сюда, конечно, серьезную и многолетнюю дружбу Николая Алексеевича с Евдокией Яковлевной Панаевой, это совершенно исключительная привязанность была достойна того глубокого уважения и любви, которую имел Николай Алексеевич к Евдокии Яковлевне».
Некрасов в начале знакомства с Мейшен, по упоминаниям мемуаристов, был сильно увлечен ею и даже намеревался жениться на ней, но вскоре охладел: «Одно время говорили, что он женится на ней, и он представил ее в качестве невесты в доме Гаевских. Однако прошло несколько месяцев, о свадьбе не было слышно».
По воспоминаниям Е. И. Ивановой (Фохт-Рюмлинг), «Николай Алексеевич, я не заметила чтобы особенно интересовался ее обществом, а отношения их нарушались иногда небольшими неприятностями».
Мейшен давала Некрасову поводы для ревности и проявляла бесцеремонность. Так, живя в квартире Некрасова, она выезжала на каток, где свела знакомство с неким «видимо богатым» «господином». Она выдавала себя за «богатую ярославскую вдову-помещицу» и принимала этого нового знакомого в театре в ложе Некрасова, который обычно приезжал к концу спектакля и однажды едва не застал знакомого Мейшен в ложе, чем был очень недоволен": эта ссора и запустила их расхождение.
Как вспоминает Е. А. Иванова (Фохт-Рюмлинг), вскоре после этого инцидента Мейшен «стала жаловаться на скуку», по своей инициативе переехала в другую квартиру на Бассейную ул. и, по-видимому, вскоре после этого возвратилась в Ярославль. Е. Н. Жуковская пишет со слов Гаевских, которых навещала Мейшен, что ее отъезду предшествовала ссора с Некрасовым, который указал на нежелательность ее пребывания рядом с ним: «удивительно, как женщины не понимают, когда им пора удалиться». В. М. Лазаревский в дневнике указывает подробности их разрыва со слов поэта:
«Он мне говорил, когда мы возвращались ночью от Еракова, что он при разрыве с нею сказал ей (вероятно, при заявленных ею претензиях): „Если ты хочешь или потребуешь, я на тебе женюсь, но с тем, что мы больше не увидимся“. — „Нет, отвечала она, лучше останемся друзьями <…>“» (запись от 28 ноября 1869 г.);
«Некрасов под конец заметил, что он не мог быть больше с Прасковьей Николаевною после того, как она, однажды, вернувшись из города на дачу <…>, почему-то объяснила ему, что она у него в столе или шкапах нашла какие-то неприятные для нее записки. „Я не мог больше держать женщину, которая меня обыскивает“» (запись от 10 декабря 1869 г.) .
Разрыв Мейшен и Некрасова не стал окончательным, несмотря на то, что он утратил к ней доверие и интерес и лето 1869 г. провел за границей в обществе Селины Лефрен и даже хотел остаться там на зиму, а по возвращении в Петербург 17 сентября в письме к А. А. Буткевич сообщил:
«в Париж или Ниццу эту зиму не поеду, вставляю двойные рамы и подумываю о том, как бы найти друга на зиму или зимнего друга, но такого, который согревал бы меня в это суровое время года, а что будет весной и летом — увидим. Зимний друг уже наклевывается».
Отношения с новой подругой, Марией Игнатьевной, не сложились. Одновременно с событиями, связанными с ней, Мейшен приезжала в Петербург, где поэт принимал участие в ее материальных делах. В 1869 г. и позже она неоднократно обращалась к нему письменно по имущественным вопросам и получала помощь.